# Geek.com
Geek.com és un blog de notícies tecnològiques sobre maquinari, computació mòbil, tecnologia, pel·lícules, televisió, videojocs, còmics i tot tipus de temes de la cultura geek. Va ser fundat el 1996 i va funcionar de manera independent fins al 2007, quan va ser venut a Name Media, després del qual va ser venut a Geeknet i, posteriorment, al seu actual propietari, Ziff Davis.

## Història
Geek.com va ser fundat el 1996 per Joel Evans i Rob Hughes. El germà de Joel, Sam Evans, aviat va ser afegit com a editor en cap del lloc web. El lloc web es va fundar com el butlletí Ugeek, però aviat es va convertir en un portal en línia més gran amb múltiples seccions diferents, com ara JobGeek, GameGeek, PDAGeek i ChipGeek. Entre els molts èxits inicials del lloc web hi havia el popular Processor Archive d'Ugeek.com.
El març de 2007, Geek.com va ser venuda a NameMedia, una empresa especialitzada en la revenda i l'aparcament de noms de domini. NameMedia havia adquirit recentment photo.net de Philip Greenspun i estava construint la seva Enthusiast Media Network, on Geek.com seria el lloc web tecnològic principal. Després de l'adquisició, Rob Hughes i Sam Evans van abandonar el lloc web, tot i que el cofundador Joel Evans va continuar en el seu càrrec de Chief Geek. Poc després, l'analista mòbil del lloc web, Matthew "palmsolo" Miller, va abandonar el lloc web i va començar a escriure al blog Mobile Gadgeteer de ZDnet.
A mitjans del 2007, Geek.com va sotmetre's a un important redisseny, allunyant-se de la plataforma que havia utilitzat des del 2001 i eliminant els subportals, com ara PDAgeek.
L'agost del 2007, NameMedia va adquirir XYZcomputing.com, un lloc web de maquinari informàtic, i va contractar el seu fundador, Sal Cangeloso, com a editor sènior del lloc.
El maig de 2010, NameMedia va vendre Geek.com a Geeknet per 1 milió de dòlars. Cangeloso, que havia estat ascendit a editor en cap quan Joel Evans va marxar a finals del 2009 i es va mantenir a bord en la mateixa posició. La problemàtica Geeknet va vendre Geek.com a Ziff Davis a principis de gener de 2011 per una quantitat no revelada. Un cop més, Cangeloso es va quedar, igual que l'editor de notícies de tota la vida, Matthew Humphries.
El 2016, Geek.com va ser reestructurat significativament sota un nou equip, format per l'editor en cap Chris Radtke, l'editora en cap Sheilah Villari i l'editor sènior Jordan Minor. Juntament amb un redisseny visual, el lloc va ampliar el seu enfocament a temes més amplis de la cultura geek com ara tecnologia, jocs, pel·lícules, televisió i còmics. Es va incorporar un nou equip de professionals independents per dur a terme aquesta visió, inclòs el crític de cinema de YouTube Bob "MovieBob" Chipman.
A finals del 2016, el lloc va acollir un "Gifted and Talented Show" de cinc hores a Facebook format per esquetxos i suggeriments de regals de Nadal. Un article destacable, una explicació de les mentides que envolten els dibuixos animats Street Sharks, es va fer viral en llocs com Vox, The A.V. Club i Gawker.
A partir del desembre de 2023, el lloc web es va actualitzar per mostrar un missatge que anunciava que "està fent una pausa en aquest moment". També enllaça a tres altres marques de Ziff Davis com a alternatives recomanades.